# Melamphaes simus
Melamphaes simus é uma espécie de peixe pertencente à família Melamphaidae.